# アレシャンドリ・ルイス・レアメ
シャンドン（Xandão (ブラジルポルトガル語発音: [ʃɐ̃ˈdɐ̃w])）こと、アレシャンドレ・ルイス・レアメ（Alexandre Luiz Reame, 1988年2月23日 - ）は、ブラジル・サンパウロ州アラサトゥバ出身の元サッカー選手。現役時代のポジションはディフェンダー。

## 経歴
2009年12月10日、サンパウロFCに移籍した。2012年、スポルティングCPに移籍し、UEFAヨーロッパリーグのマンチェスター・シティFC戦で初ゴールを記録した。
2015-16シーズンを終えロシア・ナショナル・フットボールリーグへの降格が決定したFCクバン・クラスノダールを退団。2016年8月17日、ロシア・プレミアリーグのFCアンジ・マハチカラと3年契約を結んだ。

## タイトル
サークル・ブルッヘ
- エールステ・クラッセB : 2017-18